# Acacia hecatophylla
Acacia hecatophylla är en ärtväxtart som beskrevs av Achille Richard. Acacia hecatophylla ingår i släktet akacior, och familjen ärtväxter. IUCN kategoriserar arten globalt som livskraftig. Inga underarter finns listade i Catalogue of Life.